# Landkreis Lentschütz

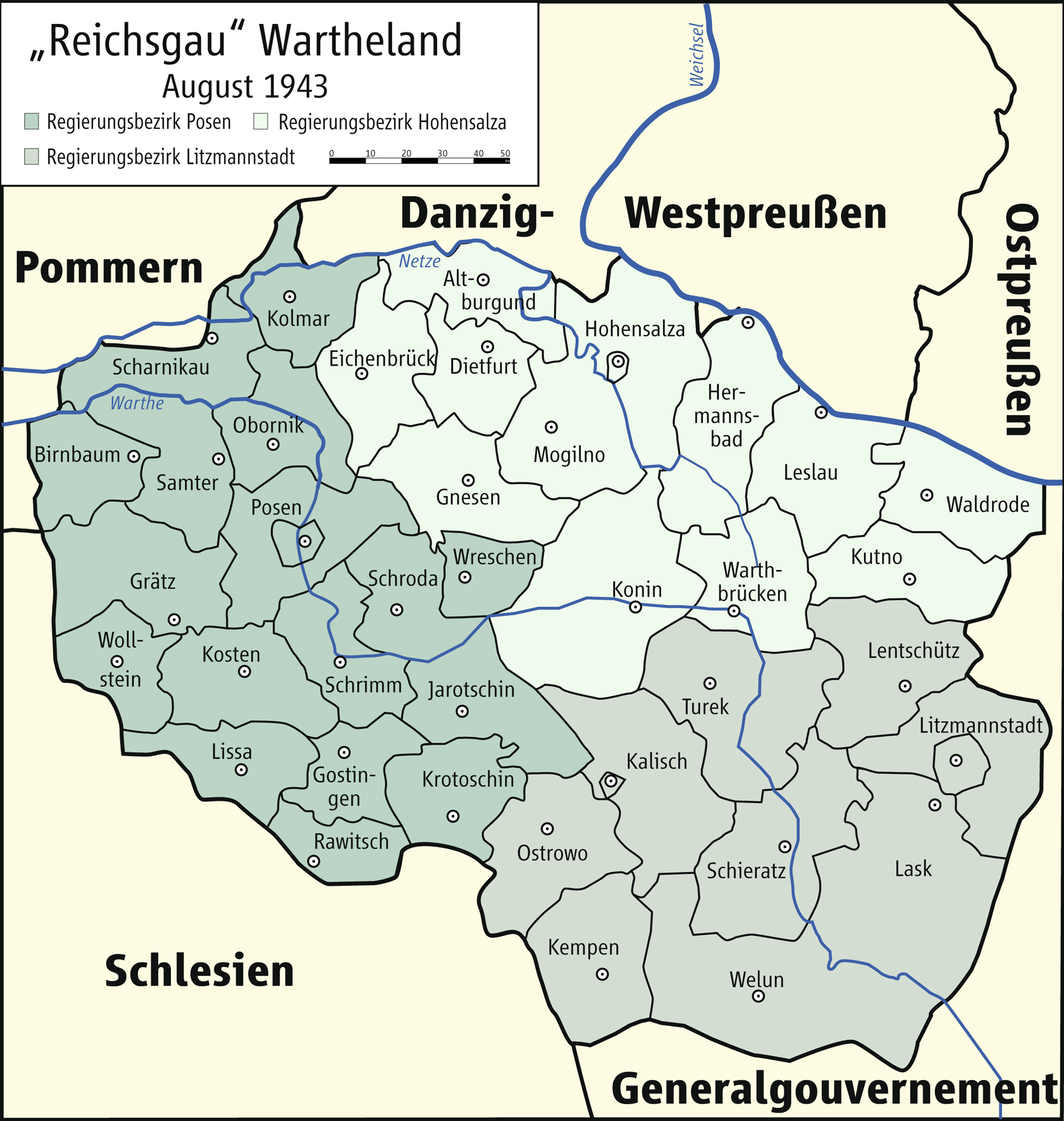
Regierungsbezirke und Kreise im Reichsgau Wartheland

Landkreis Lentschütz war während des Zweiten Weltkrieges der Name einer deutschen Verwaltungseinheit im besetzten Polen (1939–45).

## Vorgeschichte (1793 bis 1807)
Das Gebiet um die westpolnische Stadt Łęczyca gehörte nach der Zweiten Teilung Polens von 1793 bis 1807 vorübergehend als eigener Kreis Lentschitz zur preußischen Provinz Südpreußen.

## Verwaltungsgeschichte
Zu Beginn des Zweiten Weltkrieges besetzten deutsche Truppen den westpolnischen Powiat Łęczyca, die Kreisstadt Łęczyca wurde am 12. September 1939 eingenommen.
Am 26. Oktober 1939 wurde der Powiat zunächst Teil des Generalgouvernements.
Am 20. November 1939 wurde der Powiat unter der Bezeichnung Landkreis Lentschütz an das Deutsche Reich angeschlossen, was als einseitiger Akt der Gewalt völkerrechtlich aber unwirksam war. Der Landkreis wurde Teil des Regierungsbezirkes Kalisch (ab 1941: Regierungsbezirk Litzmannstadt) im Reichsgau Wartheland.
Sitz des deutschen Landratsamtes wurde die Stadt Ozorków.
Mit dem Einmarsch der Roten Armee im Januar 1945 endete die deutsche Besetzung.

## Politik

### Landkommissar
1939–9999: Vogel

### Landräte
1939–1942: Vogel (kommissarisch)
1942–9999: Kollmeier (kommissarisch)
194?–9999: Bork
1944–1945: Herbert Wagner (vertretungsweise)

## Kommunale Gliederung
Der Landkreis Lentschütz gliederte sich in zwei Stadtgemeinden (Łęczyca und Ozorków) und zunächst 15, ab 1943 dann 11 Landgemeinden, die in Amtsbezirken zusammengefasst waren.

## Ausdehnung
Der Landkreis Lentschütz hatte eine Fläche von 1316 km².

## Bevölkerung
Der Landkreis Lentschütz hatte im Jahre 1941: 127.734 meist polnische Einwohner.
Die deutschen Besatzungsbehörden vertrieben zwischen dem 1. Dezember 1939 und dem 31. Dezember 1943 über 30.000 Polen aus dem Gebiet, die jüdische Bevölkerung wurde zunächst in Ghettos zusammengezogen und 1942 im Vernichtungslager Chełmno ermordet.
Die vorübergehend angesiedelten Deutschen (im Jahre 1942 15.951 Personen, etwa 13 % der Bevölkerung) verließen das Gebiet nach Ende der deutschen Besetzung wieder.

## Ortsnamen
Am 18. Mai 1943 erhielten alle Orte mit einer Post- oder Bahnstation deutsche Namen, dabei handelte es sich meist um lautliche Angleichungen, Übersetzungen oder freie Erfindungen.
Liste der Städte und Amtsbezirke im Landkreis Lentschütz:
| polnischer Name | deutscher Name (1943–1945)               | polnischer Name  | deutscher Name (1943–1945)                   |
| --------------- | ---------------------------------------- | ---------------- | -------------------------------------------- |
| Chociszew       | Rebenau                                  | Poddębice        | 1939–1943 Poddembice 1943–1945 Wandalenbrück |
| Dalików         | Dallikau                                 | Rogoźno          | Rogozno                                      |
| Grabów          | Grabenteich                              | Sobótka          | Sopken                                       |
| Łęczyca         | 1939–1945 Lentschütz                     | Stary Gostków    | Gostkow                                      |
| Leśmierz        | Lesmierz                                 | Tkaczew          | Tkaczew                                      |
| Mazew           | Masau                                    | Topola Królewska | Topola                                       |
| Ozorków         | Brunnstadt                               | Tum              | Tum                                          |
| Parzęczew       | 1939–1943 Parzenczew 1943–1945 Parnstätt | Witonia          | Weitenland                                   |
| Piątek          | 1939–1943 Piontek 1943–1945 Quadenstädt  |                  |                                              |